# NGC 6152
NGC 6152 ist ein offener Sternhaufen vom Trumpler-Typ II2m im Sternbild Winkelmaß am Südsternhimmel. Er hat eine scheinbare Helligkeit von 8,1 mag und eine Winkelausdehnung von 25 Bogenminuten. Der Haufen ist rund 3400 Lichtjahre vom Sonnensystem entfernt, sein Alter wird auf 450 Millionen Jahre geschätzt.
Entdeckt wurde das Objekt am 8. Juli 1834 von John Herschel.